# 米氏津波古家
米氏津波古家（べいしつはこけ）は琉球王国の氏族の一つ。

## 歴史
米氏津波古家は沖縄の氏族で、米氏門中の一つ。家紋は「米」という文字を米粒型でデザイン化したものを使っている。
米氏門中の系図は三部に分かれており、その一つは米邦周・新垣親雲上充根を一世とする系図とその三男に当たる津波古筑親雲上充根の次男に当たる充福を系統とする系図、さらに三男の充敷を系統とする系図があったが、後の二つは太平洋戦争で焼失し、前の一つしか残っていない。
現在確認されている系図によると、その始祖は天孫氏第25代浦添中山思兼松金国王。その5代目が中山英祖王。英祖王の次男湧川王子が今帰仁世主（北山王）となる。
今帰仁世主を初代とし4代目の今帰仁城主丘春の五男が大里間切（現在の南城市大里）で大里城主となる。大里城主は今帰仁按司（城主）を兼務
大里城主の11代目が大里間切与那原村の津波古性の元祖となる新垣雲上（新垣仁屋）。
津波古性が使われるようになったのは、新垣仁屋の孫、津波古筑登之親雲上充根から。